# Argillana
Argillana là một chi bướm đêm thuộc họ Erebidae.